# Projet communautaire de Bridgend Farmhouse
 (mai 2023).
La mise en forme du texte ne suit pas les recommandations de Wikipédia : il faut le « wikifier ».
Les points d'amélioration suivants sont les cas les plus fréquents. Le détail des points à revoir est peut-être précisé sur la page de discussion.
- Les titres sont pré-formatés par le logiciel. Ils ne sont ni en capitales, ni en gras.
- Le texte ne doit pas être écrit en capitales (les noms de famille non plus), ni en gras, ni en italique, ni en « petit »…
- Le gras n'est utilisé que pour surligner le titre de l'article dans l'introduction, une seule fois.
- L'italique est rarement utilisé : mots en langue étrangère, titres d'œuvres, noms de bateaux, etc.
- Les citations ne sont pas en italique mais en corps de texte normal. Elles sont entourées par des guillemets français : « et ».
- Les listes à puces sont à éviter, des paragraphes rédigés étant largement préférés. Les tableaux sont à réserver à la présentation de données structurées (résultats, etc.).
- Les appels de note de bas de page (petits chiffres en exposant, introduits par l'outil «  Source ») sont à placer entre la fin de phrase et le point final[comme ça].
- Les liens internes (vers d'autres articles de Wikipédia) sont à choisir avec parcimonie. Créez des liens vers des articles approfondissant le sujet. Les termes génériques sans rapport avec le sujet sont à éviter, ainsi que les répétitions de liens vers un même terme.
- Les liens externes sont à placer uniquement dans une section « Liens externes », à la fin de l'article. Ces liens sont à choisir avec parcimonie suivant les règles définies. Si un lien sert de source à l'article, son insertion dans le texte est à faire par les notes de bas de page.
- La présentation des références doit suivre les conventions bibliographiques. Il est recommandé d'utiliser les modèles {{Ouvrage}}, {{Chapitre}}, {{Article}}, {{Lien web}} et/ou {{Bibliographie}}. Le mode d'édition visuel peut mettre en forme automatiquement les références.
- Insérer une infobox (cadre d'informations à droite) n'est pas obligatoire pour parachever la mise en page.

Pour une aide détaillée, merci de consulter Aide:Wikification.
Si vous pensez que ces points ont été résolus, vous pouvez retirer ce bandeau et améliorer la mise en forme d'un autre article.
Le Projet communautaire de Bridgend Farmhouse à Édimbourg, en Écosse, est une organisation caritative communautaire. Le projet a restauré une ferme du XVIIIe siècle pour en faire un lieu de rencontre communautaire, un café, un jardin et des ateliers. Le projet organise des cours, des ateliers et des formations dans divers domaines de l'artisanat et des compétences pour tous les groupes d'âge. Il propose également des installations pour des spectacles, des rassemblements, des conférences, des divertissements et de petites conférences. Bénéficiant du statut d'organisme de bienfaisance, le projet a été l'un des premiers en Écosse à devenir propriétaire communautaire en milieu urbain.

## Historique du site
Des bâtiments sont présents sur le site depuis le XVIe siècle. Selon l'histoire de la région écrite en 1792 par le pasteur de Liberton, le révérend Thomas Whyte, Jacques V d'Écosse a construit un pavillon de chasse sur le site, à côté duquel se trouvait « une belle chapelle », probablement construite vers 1518 par Sir Simon Preston de Craigmillar, dont la famille était propriétaire du domaine. La chapelle a été construite « pour la santé des âmes » du roi Jacques III et du roi Jacques IV. Au XVIIIe siècle, le bâtiment de la chapelle servait d'écurie et c'était encore le cas en 1843. Une étude archéologique majeure du site en 2014 a confirmé qu'il y avait eu un bâtiment important sur le site de la chapelle à l'époque médiévale.
La ferme actuelle date du milieu du XVIIIe siècle et a été agrandie à sa taille actuelle au début du XIXe. Il était à l'origine exploité comme une ferme mixte laitière et arable, mais à la fin du XIXe siècle, une grande partie des terres arables a été vendue pour devenir une pépinière royale. Lorsque la pépinière a fermé dans les années 1960, la ferme est revenue à l'élevage mixte arables, bovins et porcins. Plus tard, la ferme a été exploitée par la famille Binnie, puis la famille Darling, qui a acheté le terrain en 1962 et la maison en 1965 jusqu'à ce que le conseil l'achète en 1998 et que les Darling partent en 2000,.

## Origines
Le projet a commencé en 2010 lorsqu'un petit groupe de résidents locaux et de bénévoles a tenu une réunion publique pour discuter de la restauration de la ferme, alors abandonnée et en ruine, en un centre communautaire. La planification s'est inspirée du réformateur social et urbaniste d'Édimbourg Sir Patrick Geddes, adoptant sa philosophie du « travail, lieu, folk ». En 2010, le groupe a créé une association caritative dans le but de transformer la ferme et son terrain en un centre communautaire axé sur l'environnement et le plein air et qui offrirait des opportunités d'apprentissage, de formation et de développement communautaire. Quatre ans de consultation et de planification pour la sensibilisation, les événements d'engagement et le développement communautaire ont suivi. L'architecte Malcolm Fraser a donné des conseils de conception et  des conseils ont été donnés sur la façon dont les activités d'engagement communautaire pourraient être développées autour de la conception de la ferme. Un agent de développement communautaire a été nommé en 2013 pour mettre en place des programmes de proximité dans les régions voisines de Craigmillar/ Niddrie et Inch/Moredun. L'organisme de bienfaisance a reçu des subventions de Historic Environment Scotland et du conseil de la ville d'Édimbourg,. En 2014, un financement a été obtenu pour définir et développer davantage cette idée et préparer une demande de financement majeur. La propriété appartenait à ce stade au conseil de la ville d'Édimbourg qui, en 2014, a accepté de donner une « licence d'utilisation » de la propriété pendant un an. À ce moment-là, des séances d'activités bénévoles hebdomadaires ont commencé à transformer le site abandonné. L'organisme de bienfaisance a reçu des subventions pour le travail de développement communautaire du conseil de la ville d'Édimbourg et d'autres.
En 2015, le conseil municipal d'Édimbourg a accepté de transférer le terrain et la ferme de Bridgend pour 1 £ (une livre sterling) - l'un des premiers cas de transfert d'actifs urbains en Écosse. Ceci était après que le conseil eut reçu 14 offres pour la propriété, la plus élevée étant de 215 000 £,. Les titres de propriété garantissaient que le terrain et le bâtiment devaient, à perpétuité, toujours et uniquement être utilisés comme centre communautaire d'apprentissage, de restauration et d'exercice.
En 2015, l'organisme de bienfaisance a reçu une subvention de plus d'un million de livres sterling de la loterie nationale et d'autres subventions. La ferme de  Bridgend a ouvert ses portes en tant que centre communautaire le 24 mars 2018.

## Restauration
La conception a été développée au fil des années de consultation avec la communauté au sens large. Cela impliquait des ateliers de conception dirigés par la communauté et des discussions de groupe.
L'intention était une restauration sympathique, rétablissant les caractéristiques historiques traditionnelles telles que les cheminées et les fenêtres à guillotine et à vitrine. Il comprenait l'ajout de quatre ateliers communautaires qui ont été construits pour ressembler à des granges agricoles traditionnelles. La ferme est restée fidèle à sa structure d'origine et de nombreuses caractéristiques internes telles que les poutres de toit en bois, les panneaux de volets de fenêtre, l'escalier et la main courante d'origine ont été conservés.
Malcolm Fraser était l'architecte de la restauration de Bridgend Farmhouse, avec la conception réalisée par Malcolm Fraser Architects et livrée par Halliday Fraser Munro, L'équipe de conception a été complétée par les métreurs David Adamson Group, les ingénieurs en structure Elliot & Co, l'ingénieur des services Harley Haddow et le chef de projet Graham Harper. Cornhill Building Services a été engagé en tant qu'entrepreneur principal et, avec l'aide de bénévoles pour la carbonisation et le revêtement des ateliers, la peinture et la décoration, et la construction et l'installation de meubles et d'éléments, a livré la ferme restaurée au projet fin 2017.
En janvier 2019, le projet a été félicité pour un prix en architecture pour «le bien commun»,.
L'histoire de Bridgend Farmhouse est disponible dans les archives des collections de la capitale d'Édimbourg et une vaste sélection d'entretiens, d'enregistrements, de photos et d'histoires recueillies au cours du projet d'histoire communautaire Place, Work, Folk en 2017-2019 est disponible

## Objectifs
Le projet vise à élargir les possibilités d'apprentissage, d'alimentation saine et d'exercice pour les personnes de tous âges vivant dans les domaines voisins de Craigmillar, Niddrie, Inch, Moredun et les environs.
Plus précisément, le projet vise à faire progresser :
- Possibilités de développement dans les communautés environnantes. Plus précisément, il vise à améliorer les compétences civiques. Il vise à offrir des opportunités aux bénévoles et à fournir une éducation et une formation aux compétences de plein air et à améliorer la compréhension de l'environnement.
- Mode de vie sain, promotion de choix de vie plus sains pour améliorer la santé physique et psychologique. Il vise également à réduire l'isolement social en offrant un environnement social accueillant
- Compréhension de l'histoire de la région et de son patrimoine.
- Égalité des chances et promotion de la diversité.
- Sensibilisation et utilisation accrue du parc du château de Craigmillar, et éducation et sensibilisation à la biodiversité et à la protection de l'environnement[27].

## Installations

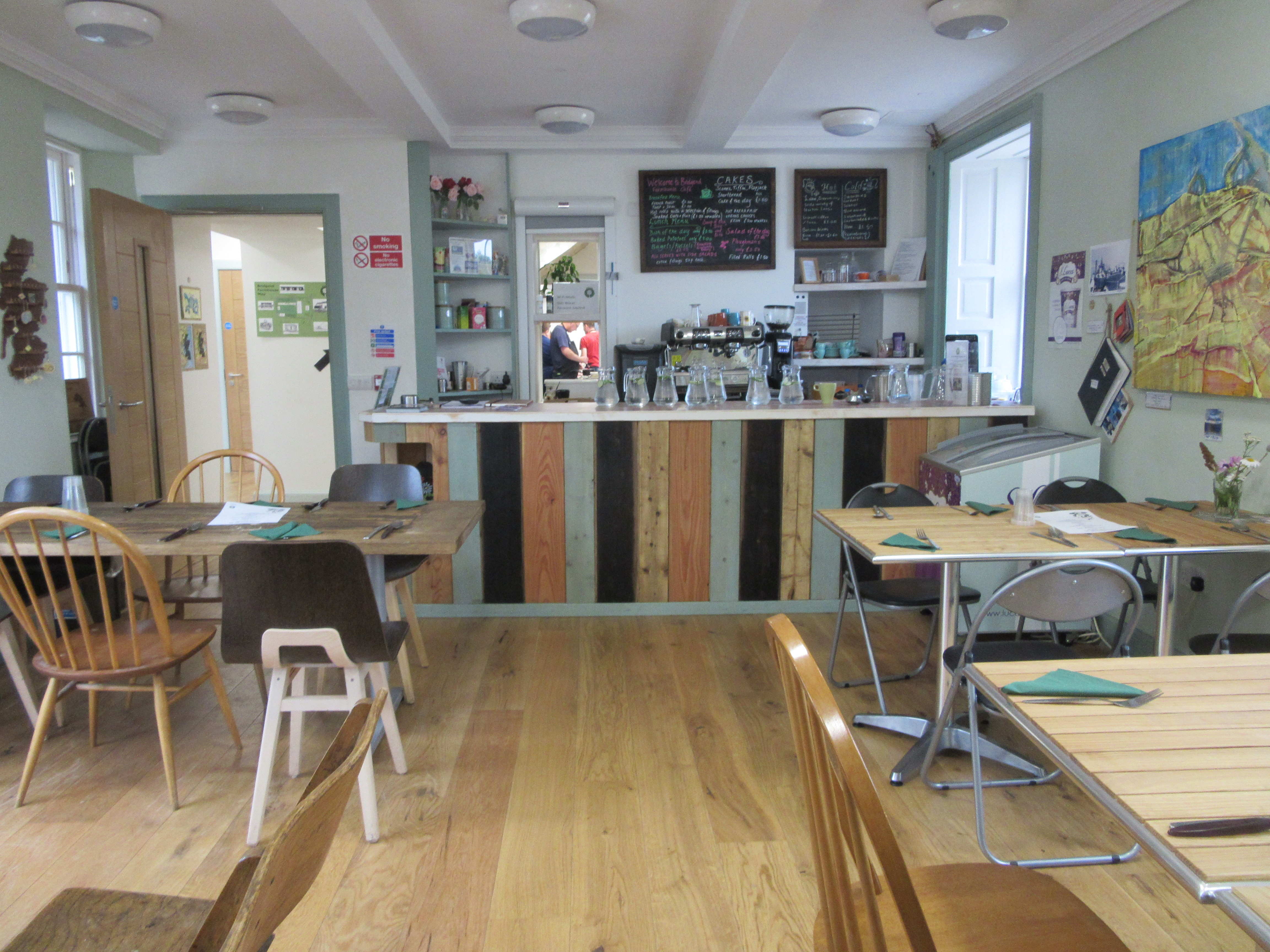
Le Café, Bridgend Farmhouse

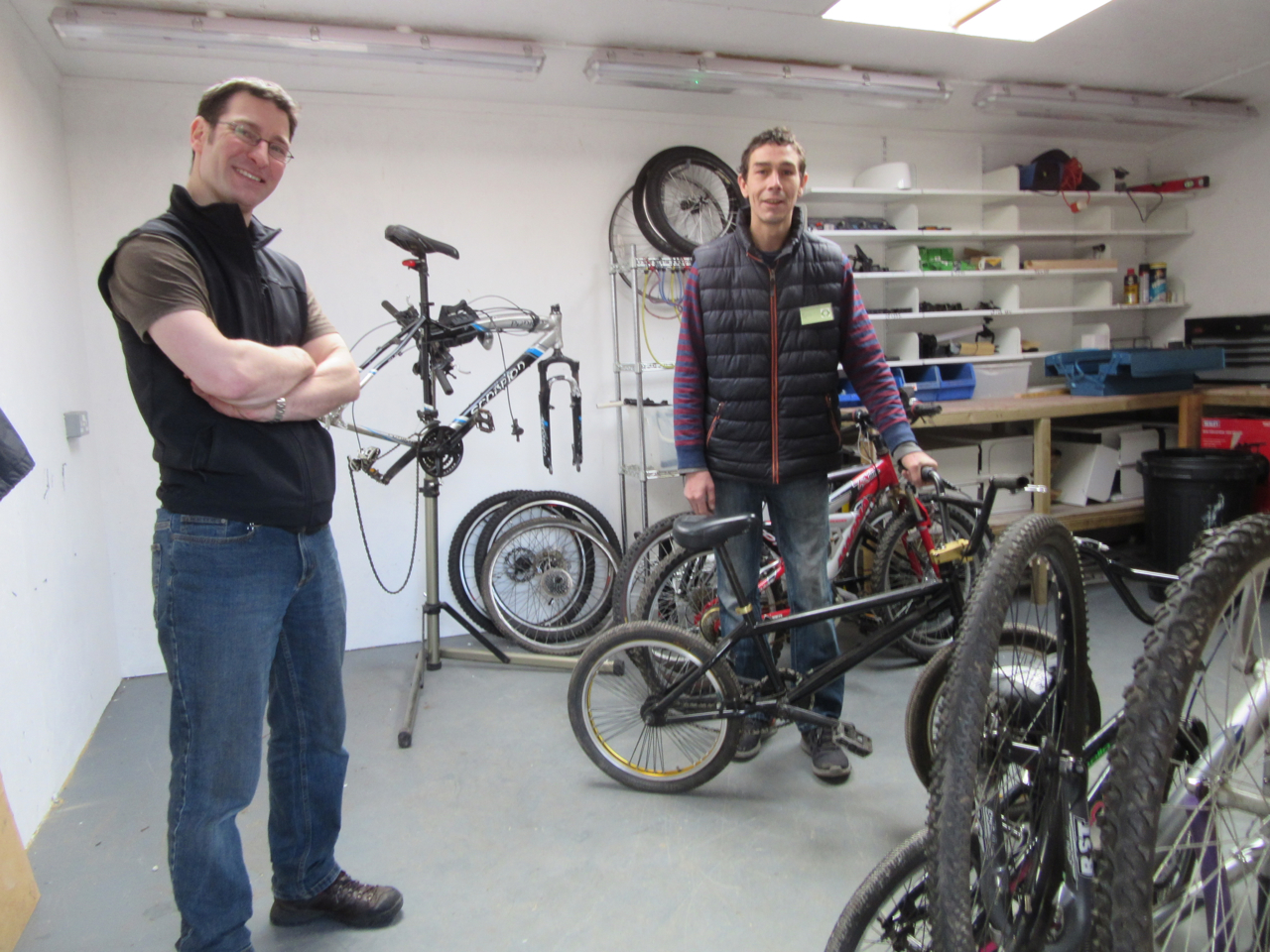
Atelier vélo, Bridgend

Les installations sur le site comprennent :
- Un atelier pédagogique en plein air
- Un atelier vélo
- Un atelier d'art et d'artisanat
- Un atelier bricolage
- Une salle d'exposition/de réunion
- Scène extérieure et espace de spectacle
- Un potager
- Un jardin de pleine conscience
- Un éco-both
- Une aire de jeux extérieure
- Granges extérieures
- Un café communautaire
- Une cuisine d'apprentissage[28]

## Activités
Les activités et les projets incluent « Place, Work, Folk » (cf. Patrick Geddes), un projet d'histoire locale, qui comprend la création d'une collection d'enregistrements d'histoire orale des résidents locaux. Il y a deux sessions d'activités bénévoles ouvertes tous les mercredis et dimanches qui impliquent le jardinage, la construction, la menuiserie, l'aménagement paysager, les arts et l'artisanat, la cuisine et d'autres activités de groupe. La cuisine du café propose des cours de formation qui peuvent mener à des qualifications en hygiène alimentaire, santé et nutrition. Il existe également un projet appelé «Real Fast Food» qui consiste à préparer des aliments sains cultivés localement et à les livrer aux personnes qui ne peuvent pas sortir de chez elles, sur un vélo électrique et une remorque. Il y a eu des cours d'artisanat, comme le jointoiement au mortier de chaux et le jardinage. D'autres cours ont inclus "Fabriquer des cosmétiques naturels", "Compétences forestières" et "Conte intergénérationnel" qui a créé un livre d'histoires partagées.
Il existe des groupes et des cours communautaires réguliers, y compris un groupe de chant hebdomadaire, un club d'artisanat et un club de menuiserie.
Le fonds Acorn du projet soutient les populations et les groupes locaux avec leurs propres projets sur place. Ceux-ci ont inclus "Construire un vermifuge", "Sculpture sur bois", "Un groupe de chant", "Une bibliothèque de graines", "Formation au cinéma et aux médias pour les bénévoles" et "Ateliers de dhal médicinaux".

## Gouvernance
Les membres achètent des actions pour devenir copropriétaires du terrain et du projet et chaque membre dispose d'une voix. Le premier lancement d'actions communautaires en 2018 a recueilli plus de 70 000 £ auprès de 400 membres et ces membres ont le droit de décider de l'avenir de l'organisation, de voter à l'AG et de donner des conseils sur l'orientation stratégique et la gestion.
Il y a un conseil d'administration de douze administrateurs qui sont tous des bénévoles. Au moins 50% des administrateurs doivent vivre dans la zone de prestations et aucune décision ne peut être prise au niveau du conseil sans la présence d'une majorité locale.
L'organisation a des structures démocratiques qui permettent aux volontaires et aux membres de diriger le travail du projet. Il y a quatre groupes de travail qui se réunissent mensuellement ; Bâtiments et terrains, Activités et événements, Nourriture et Affaires. Il s'agit d'un forum mensuel permettant aux bénévoles de travailler ensemble et de prendre des décisions collectives.

## Récompenses et reconnaissance
En janvier 2019, le projet a été félicité pour un prix en architecture pour «le bien commun»,.
Bridgend Farmhouse a été choisie comme exemple de bonne pratique dans le programme « L'Écosse reliée » du gouvernement écossais ; Stratégie pour lutter contre l'isolement social et la solitude et bâtir des communautés plus fortes' 2018,.
En juin 2019, le projet a reçu une «mention spéciale» dans le cadre des prix de l'organisme de bienfaisance de l'année,.
En 2020, le projet a remporté plusieurs prix,, et en 2021 il a reçu le Queen's Award for Voluntary Service, et a été présélectionné pour le prix de régénération dirigé par la communauté du Scottish Urban Regeneration Forum en 2020, et 2021.